# 詹少文
詹少文（1917年—2004年4月），浙江人，中华人民共和国工商业者、政治人物，浙江省政协原副主席，中华全国工商业联合会执行委员会原常务委员。